# 埃克吕谢沃
埃克吕谢沃（法語：Éclusier-Vaux）是法国皮卡第大区索姆省的一个市镇，属于佩罗讷区索姆河畔布赖县。该市镇2009年时的人口为81人。

## 人口
埃克吕谢沃人口变化图示
| 数据来源：INSEE |